# Devaluació
Devaluació és una reducció del valor nominal d'una moneda enfront d'altres monedes estrangeres. La devaluació d'una moneda pot tenir moltes causes, entre aquestes una falta de demanda de la moneda local o una major demanda de la moneda estrangera. El fet anterior pot succeir per falta de confiança en l'economia local, en la seva estabilitat o en la mateixa moneda, entre d'altres. El procés contrari a una devaluació es coneix com a revaluació.
En un sistema canviari lliure, és a dir on la intervenció del banc central és nul·la o gairebé nul·la, la devaluació es coneix com a depreciació.
Les monedes dels països representen un valor, aquest valor està relacionat amb la riquesa d'un país. La moneda en si no té un valor real, és tan sols un valor representatiu i si el país emet més monedes o els dona un valor més alt del que pot recolzar amb la seva riquesa s'han de fer ajustos quant al valor d'aquestes.
Exemple: Si tots els béns que algú té (en imaginar que aquests són tots els béns existents) es valoraren en 100 € es podrien emetre 100 monedes d'un euro per a representar el valor de dits béns; però si en un moment donat s'emeten 100 monedes més de 1 € (ara hi ha 200 € en total) sense augmentar el nombre de béns que existeixen, les monedes que són en circulació no representen el valor real dels béns, pel que existeixen tres opcions:
- Fer modificacions als béns existents per a incrementar el seu valor a 200 €.
- Retirar de circulació 100 monedes d'un euro.
- Donar-li un menor valor (real) a la moneda (50 cèntims). En aquest cas s'ha devaluat la moneda a la meitat.

Si s'emeteren més monedes és perquè es necessitava més riquesa i, per tant, la primera opció està descartada, ja que no se tenia amb què invertir. Si es tenen en circulació 200 monedes és molt difícil dir a qui les tinguin que les tornin sense rebre res a canvi. És per això que el més fàcil és devaluar la moneda.